# Lady of the Tropics
Lady of the Tropics ist ein US-amerikanisches Melodram über die unglückliche Liebe zwischen Angehörigen verschiedener Ethnien mit Hedy Lamarr und Robert Taylor aus dem Jahr 1939 unter der Regie von Jack Conway.

## Handlung
Der Playboy William Carey steht kurz vor der Heirat mit Dolly, der Tochter eines Millionärs, als er in Saigon die schöne Manon de Vargnes kennenlernt. Manon hat einen französischen Vater und eine vietnamesische Mutter und ist somit in den Augen der Gesellschaft ein Halbblut. Manon leidet unter der Diskriminierung durch ihre Umwelt. So wird ihr von den Behörden ein Pass verweigert und auch sonst muss sie sich viele Zurücksetzungen gefallen lassen. Bald schon keimt Liebe auf zwischen William und Manon. Allerdings steht Manon Pierre Delaroch im Wort, einem enorm reichen Kaufmann, der wie Manon ein Halbblut ist. Allen Warnungen vor den Problemen, die eine solche Ehe mit sich bringen würde, heiraten William und Manon. Bald schon allerdings zweifelt William an der Treue von Manon. Als Delaroch eine Intrige spinnt, um William zu schaden, erschießt ihn Manon. Um ihrem Ehemann die Schande zu ersparen, mit einer Mörderin verheiratet zu sein, wählt Manon am Ende den Freitod und stirbt in Williams Armen.

## Hintergrund
Hedy Lamarr war neben Greer Garson eine der persönlichen Entdeckungen, die Louis B. Mayer, Studiochef von MGM, 1937 auf seiner ausgedehnten Reise nach Europa gemacht hatte. Mayer war von der jungen Schauspielerin, die damals noch Hedy Kiesler hieß, begeistert und gab ihr den Künstlernamen Hedy Lamarr, da er sie an die Stummfilmstar Barbara La Marr erinnerte. Das Studio hatte jedoch zunächst weder für Lamarr noch für Garson geeignete Stoffe. Am Ende gab Hedy Lamarr ihr US-Debüt über ein Loan-Out an Walter Wanger für dessen Produktion Algiers an der Seite von Charles Boyer. Der Film war ein großer Erfolg an der Kinokasse und Lamarr wurde über Nacht berühmt als "Schönste Frau der Welt". Praktisch über Nacht wurde Brünett zur Modefarbe für alle Hollywoodstars. Die bislang blonde Joan Bennett färbte kurze Zeit später ihr Haar à la Lamarr und kopierte dabei auch Lamarrs Mittelscheitel. Darüber hinaus machte Hedy Lamarr praktisch im Alleingang Hüte wieder en vogue, nachdem die Damenmode bis dato auf dieses modische Accessoire eher verzichtete.
Louis B. Mayer ließ in der Folgezeit nichts unversucht, um aus Hedy Lamarr den größten Star des Studios zu machen. Für ihren ersten MGM-Film I Take This Woman engagierte Mayer persönlich Josef von Sternberg, den ehemaligen Mentor von Marlene Dietrich. Jedes Detail der Dreharbeiten überwachte Mayer persönlich, doch die Produktion wuchs sich zu einer ausgewachsenen Katastrophe aus. Die Regisseure wechselten sich ab, fast die gesamte Besetzung wurde komplett ausgetauscht und während der sich schließlich über 18 Monate hinziehenden dauernden Produktionszeit drehte Lamarr Lady of the Tropics, der schließlich noch vor I Take This Woman in die Kinos kam.
Chefdesigner Gilbert Adrian stattete den Star in jeder Szene komplett neu aus und investierte am Ende gut 35.000 US-Dollar in unterschiedlichste Ensembles für Lamarr. Obwohl der Film in Französisch-Indochina spielt, erinnern die exotischen Kostüme und Kopfbedeckungen eher an Thailand. Die Turbane und um den Kopf geschlungenen Schals, die Hedy Lamarr mehrfach auf der Leinwand präsentierte schufen den einzigen bleibenden Eindruck bei den Fans und wurden in der Folgezeit häufig von Modezeitschriften und Couturiers kopiert.

## Kinoauswertung
An der Kinokasse blieb der Film hinter den Erwartungen zurück. Die Produktionskosten beliefen sich auf 913.000 US-Dollar, denen Inlandseinnahmen von 1.042.000 US-Dollar gegenüberstanden. Aus dem Ausland kamen weitere 491.000 US-Dollar hinzu, was einem kumulierten Gesamtergebnis von 1.533.000 US-Dollar entsprach. Am Ende stand ein magerer Gewinn von lediglich 99.000 US-Dollar für das Studio.

## Kritik
Die Kritiker hatten Probleme, den Film ernst zu nehmen. Darüber hinaus herrschte Einigkeit, dass Hedy Lamarr mit ihrem beschränkten darstellerischen Talent ein Star sei, den man besser in Ruhe betrachtet und seine exquisite Schönheit genießt und lieber nicht hört.
Die New York Times nannte Lady of the Tropics etwas abfällig „große Oper“ („grand opera tragedy“) und verglich Hedy Lamarr mit der Mona Lisa. Ihre Schönheit würde zu intensiver Betrachtung einladen, ihr eingeschränktes Talent jedoch jede Illusion von Tiefe zunichtemachen („As for Miss Lamarr’s virtues as an actress […] is necessary to report that she is essentially of those museum pieces, like the Mona Lisa, who are more beautiful in repose. When she talks […] she becomes merely a pretty woman“).

## Auszeichnungen
Bei der Oscarverleihung 1940 erhielt der Film eine Nominierung in der Kategorie
- Beste Kamera (schwarzweiß)